# Förchtbar Maschien
Förchtbar Maschien (Originaltitel Feersum Endjinn) ist ein Science-Fiction-Roman des schottischen Schriftstellers Iain M. Banks. Das englische Original erschien erstmals 1994, die deutsche Übersetzung 2000. Es handelt sich um Banks’ zweiten SF-Roman, der nicht zum Kultur-Zyklus gehört.

## Handlung
Die Handlung spielt in einer fernen Zukunft des Planeten Erde. Der Upload des bewussten menschlichen Geistes in ein weltumspannendes Computernetzwerk, das als „Datenkorpus“, „Kryptosphäre“ oder „Krypta“ bezeichnet wird, ist alltägliche Praxis und erlaubt die Reinkarnation Verstorbener. Es hat sich jedoch eingebürgert, nur eine beschränkte Anzahl Reinkarnationen zuzulassen.
Das technische Hintergrundwissen der Menschheit ist dabei in erheblichem Maße verloren gegangen, da ein großer Teil der Spezies den Planeten verlassen hat und die Verbliebenen (oder zumindest ihre Herrscher) gegen weitere Technikfortschritte ankämpfen, beispielsweise im Bereich der Künstlichen Intelligenz.
Unterdessen nähert sich das Sonnensystem einer interstellaren Molekülwolke, die als Große Verfinsterung (im Original Encroachment) bekannt ist. Es droht eine Verdunkelung des Sonnenlichts, die jegliches Leben auf der Erde auslöschen würde. Der als Diaspora bezeichnete Teil der Menschheit, der die Erde und das Sonnensystem schon vor langer Zeit hinter sich gelassen hat, hat jedoch eine Vorrichtung hinterlassen (die Förchtbar Maschien des Titels), die eine Lösung für dieses Problem darstellen soll. Die vier Hauptfiguren des Buchs, die einander bis kurz vor Ende der Geschichte nicht begegnen, sind auf unterschiedliche Weise in die Versuche, die Förchtbar Maschien zu aktivieren, verwickelt. Schließlich gelingt die Aktivierung und damit der Beginn einer langsamen Verschiebung des Sonnensystems aus dem Bereich der Molekülwolke.
Ein Viertel des Buches wird vom jugendlichen Ich-Erzähler Bascule, dem „Mediator“ (Bascule the Teller) in phonetischer Schreibweise erzählt. Dies wird mit einer Lese-Rechtschreib-Störung von Bascule, der sich in der deutschen Übersetzung Baskül schreibt, erklärt. Erstmals tritt Bascule im vierten Kapitel von Teil 1 des Romans auf, das im Original wie folgt beginnt:

„Woak up. Got dresd. Had brekfast. Spoke wif Ergates thi ant who sed itz juss been wurk wurk wurk 4 u lately master Bascule, Y dont u ½ a holiday? & I agreed & that woz how we decided we otter go 2 c Mr Zoliparia in thi I-ball ov thi gargoyle Rosbrith.“

Horst Pukallus und Michael K. Iwoleit übersetzen dies in der deutschen Ausgabe so:

„W8e auf. Zoch mich an. Aas frühschdük. Unterhield mich mit ameise Agathe sie s8e: In ledzder zeid hazd du nur xocht xocht xocht meizder Baskül warum lekzd du nüch x n freien tach 1? Isch gab ihr räschd + so kam unz die ide mr. Soloparia im augappel dez Rosbrith-mammuments zu besuchen.“

## Rezeption
Christopher Palmer schreibt in einem Aufsatz in Science Fiction Studies, dass der Roman nicht apokalyptisch sei, auch wenn darin dem irdischen Leben Auslöschung droht; die von Bascule erzählten Teile verleihen Feersum Endjin laut Palmer eine „wunderbare Leichtigkeit und Luftigkeit“. Wie in den Hyperion-Bänden von Dan Simmons sei „das Raumgefühl von seiner konventionellen Achse abgedreht“.
Das Rezensionsmagazin Kirkus Reviews nennt den Roman eine „aussergewöhnliche, oftmals brillant erfinderische Odyssee“, kommt aber letztlich zum Schluss, dass er keinen Sinn ergebe.
Feersum Endjinn erhielt den British Science Fiction Association Award als bester Roman des Jahres 1994. Für ihre deutsche Übersetzung erhielten Horst Pukallus und Michael K. Iwoleit 2001 den Kurd-Laßwitz-Preis.

## Ausgaben
- Feersum Endjinn Orbit, London 1994. ISBN 1-85723-235-6 (Erstausgabe)
- Förchtbar Maschien. Heyne, München 2000. ISBN 3-453-15660-9 (deutsche Erstausgabe)